# Wohlbach (Ahorn)
Wohlbach ist ein Gemeindeteil von Ahorn im oberfränkischen Landkreis Coburg.

## Geographie
Das Dorf liegt etwa sieben Kilometer südwestlich von Coburg am westlichen Fuß des Hohensteins. Durch den Ort führt die Kreisstraße CO 12 von Schafhof nach Gossenberg, von der eine Gemeindeverbindungsstraße nach Hohenstein abzweigt. Durch Wohlbach fließt ein gleichnamiger Bach, ein rechter Zufluss der Itz. Im Ort mündet der Grundgraben in den Wohlbach.

## Geschichte
Die erste urkundliche Nennung gab es im 10. Jahrhundert. Wohlbach hatte 1180 den Ortsnamen „Wolpach“. Der Name geht wohl auf eine Angleichung von Wolfbach auf Wolbach zurück.
Das Dorf lag an der Grenze zwischen dem Hochstift Würzburg und dem Fürstentum Sachsen-Coburg, beziehungsweise im 19. Jahrhundert zwischen dem Königreich Bayern und dem Herzogtum Sachsen-Coburg. Auf bayerischer Seite gab es einen gleichnamigen Weiler.
Wohlbach gehört seit Jahrhunderten zum evangelisch-lutherischen Kirchensprengel von Scherneck. Ende des 19. Jahrhunderts wurde ein Schulhaus errichtet.
In einer Volksbefragung am 30. November 1919 stimmte ein Wohlbacher Bürger für den Beitritt des Freistaates Coburg zum thüringischen Staat und 37 stimmten dagegen. Somit gehörte ab dem 1. Juli 1920 auch Wohlbach zum Freistaat Bayern.
1925 hatte das Dorf 125 Einwohner und 25 Wohnhäuser. Am 1. Oktober 1937 wechselte der bayerische Weiler Wohlbach, in dem 1925 35 Einwohner in 6 Wohnhäusern lebten, von Witzmannsberg nach Wohlbach.
Am 1. Januar 1971 erfolgte die Eingemeindung von Wohlbach nach Ahorn.
1987 hatte das Dorf 281 Einwohner und 71 Wohnhäuser.

## Einwohnerentwicklung
| Jahr | Einwohnerzahl |
| ---- | ------------- |
| 1910 | 120           |
| 1939 | 153           |
| 1950 | 228           |
| 1970 | 228           |
| 1987 | 281           |